# 山本封山
山本 封山（やまもと ほうざん）は江戸時代の医者、儒学者。越中国高岡日下家出身。京都に出て山本家養子となり西本願寺文如に仕え、天明6年（1786年）辞職後は儒医となった。天明4年（1784年）に初めて医学生を塾生とし、学塾読書室を開塾した。

## 生涯
寛保2年（1742年）越中国高岡に茶木屋日下庄兵衛次男として生まれた。幼少時室鳩巣門人に師事し、曲直瀬道三門人に医学を学んだ。
成人後京都に出て武梅竜に漢詩、吉益東洞に古医方を学び、山本巨柳に学才を認められて養子となった。出身地高岡と「狐死して丘に首す」の故事に因み、高い丘を意味する封の字を用いて封山と号した。
当初養父と同様西本願寺門跡文如上人に仕えたが、天明6年（1786年）退職し、油小路通五条上ルの自宅に引っ越した。また京都町奉行より浪人として帯刀を許された。天明8年（1788年）天明の大火に類焼し、小屋を再建した。
享和3年（1804年）7月西本願寺による再勤の内命を病気を理由に断ると、御館入として用人格で遇され、土圭の間に祗候した。また、加賀藩からも儒学の誘いがあり、柴野栗山にも諸藩に推挙されたが、全て断った。
朝鶏鳴に起きて古書を写し、食後師弟に経学を講義し、午後回診を行い、晡時に帰宅する生活を数十年続け、文化10年（1813年）3月7日病没した。
著作によって名声や仕官の口を得ようとする似而非学者を忌み嫌った。安永2年（1773年）頃から書斎を「読書室」と名付け、友人の皆川淇園に読書の楽しみを語った（淇園文集「読書室記」）。親友柴野栗山が封山に贈った額字「読書室」が伝わる。
金沢出身の絵師岸駒とは同じ北陸出身ということで、その子岸岱とともに親しく往来した。『医家先哲肖像集』の封山肖像図は、岸岱の描いた肖像図が元となっている。

## 著書
- 山本封山校訂『本佐録』天明7年（1787年）11月山本中郎勤校　平安読書室寛政元年（1789年）
- 読書室筆記 安永2年（1773年） - 天明6年（1786年）[7]
- 読書室随筆 安永8年（1779年） - 寛政6年（1794年）[8]
- 寛政七丁卯年日記 寛政7年（1795年）[9]
- 封山先生日記 文化6年（1809年）1月 - 4月25日[10]
- 文化辛未日録 文化8年（1810年）[9]

## 親族
山本家は大内義隆の子山本左京隆貞を祖とし、封山で8代目に当たる。
- 父：日下庄兵衛貞致[11]
- 母：2歳の時に死去した[3]。
  - 兄：日下庄兵衛[12]
- 養父：山本与右衛門貞徳 - 号は巨柳。宝暦11年（1761年）2月西本願寺門跡法如上人に仕えた[3]。
- 妻：琉已（るい） - 山本貞徳の姉妹が竹内家に嫁ぎ生まれた娘で、山本家に養女として戻った[3]。文政5年（1822年）6月没[13]
- 長男：山本世竜 - 小沢蘆庵に和歌を学んだが、17歳で病気に罹った[4]。
- 次男：山本亡羊 - 本草学者。